# Detours (Sheryl Crow)
Detours is het zesde studioalbum van Sheryl Crow. Het album werd uitgebracht in 2008.

## Achtergrondinformatie
Na haar gewonnen strijd tegen borstkanker duikt Sheryl in 2007 opnieuw de studio in. In interviews vertelt ze dat ze heel veel liedteksten heeft geschreven en niet kan wachten om een nieuw album op te nemen.
Opmerkelijk is het feit dat het album (deels) geproduceerd wordt door Bill Bottrell, de producer van haar eerste album, Tuesday Night Music Club.
Als eerste track verschijnt Shine Over Babylon, een politieke rocksong over (o.a.) de oorlog in Irak. In de videoclip is Sheryl te zien voor een achtergrond van krantenkoppen. Het nummer is alleen verkrijgbaar als download en behaalt in de Verenigde Staten de top 5 van de airplay-hitlijst.
Als eerste "officiële" single verschijnt Love Is Free. De inspiratie voor dit nummer vond Sheryl bij de inwoners van New Orleans. Zij zegt op haar website getroffen te zijn door de constructieve instelling van deze mensen bij de wederopbouw van hun stad na de verwoestende orkaan Katrina in 2005.
Vervolgens verschijnen nog op single: Now That You're Gone (Radio 2 Paradeplaat), Out of Our Heads en Detours.

## Track listing
1. God Bless This Mess
2. Shine Over Babylon
3. Love Is Free
4. Peace Be Upon Us
5. Gasoline
6. Out of Our Heads
7. Detours
8. Now That You're Gone
9. Drunk With the Thought of You
10. Diamond Ring
11. Motivation
12. Make It Go Away (Radiation Song)
13. Love Is All There Is
14. Lullaby For Wyatt
15. Here Comes The Sun (iTunes bonustrack)
16. Rise Up (bonustrack in Japan)
17. Beautiful Dream (bonustrack in Japan)